# Pissed Jeans
Pissed Jeans é uma banda americana de noise rock/hardcore punk de Allentown, Pensilvânia. A banda diz ter suas influências em bandas oitentistas de hardcore punk e post-hardcore.

## Discografia

### LPs

#### Shallow (Parts Unknown, 2005)
1. "I'm Sick"
2. "Boring Girls"
3. "Ugly Twin"
4. "Ashamed of My Cum"
5. "Closet Machine"
6. "I Broke My Own Heart"
7. "Little Sorrell"
8. "Watchovia"

#### Hope For Men(Sub Pop, 2007)
1. "People Person"
2. "Secret Admirer"
3. "A Bad Wind"
4. "Scrapbooking"
5. "I've Still Got You (Ice Cream)"
6. "Fantasy World"
7. "I'm Turning Now"
8. "Caught Licking Leather"
9. "The Jogger"
10. "My Bed"

#### King Of Jeans (Sub Pop, 2009)
1. "False Jesii Part 2"
2. "Half Idiot"
3. "Dream Smotherer"
4. "Pleasure Race"
5. "She is Science Fiction"
6. "Request for Masseuse"
7. "Human Upskirt"
8. "Lip Ring"
9. "Spent"
10. "R-Rated Movie"
11. "Dominate Yourself"
12. "Goodbye (Hair)"

### EPs
- Throbbing Organ/Night Minutes  (Parts Unknown, 2004)
- Don't Need Smoke to Make Myself Disappear/Love Clown (Sub Pop, 2006)
- Sam Kinison Woman/The L Word (Sub Pop, 2010)